# Bulbophyllum minutifolium
Espèce
Bulbophyllum minutifolium Stévart est une espèce de plantes à fleurs de la famille des Orchidaceae (les orchidées) et du genre Bulbophyllum.

## Description
C'est une herbe épiphyte.

## Distribution
Relativement rare, elle a été observée au Cameroun dans une cacaoyère, dans la réserve du Dja, près de Mbouma, (entre Djoum et Mintom), également au Gabon à Tchimbélé, dans une forêt aux environs du barrage. 